# La Mécanique du cerveau
Pour plus de détails, voir Fiche technique et Distribution.
La Mécanique du cerveau (Механика головного мозга, Myekhanika golovnogo mozga) est un film soviétique réalisé par Vsevolod Poudovkine et sorti en 1926,.

## Synopsis
Vulgarisation scientifique sur les réflexes conditionnés popularisé par les travaux d'Ivan Pavlov.

## Fiches technique
- Titre français : La Mécanique du cerveau
- Titre russe : Механика головного мозга (Mekhanika golovnogo mozga)
- Réalisation : Vsevolod Pudovkin
- Production : Anatoli Golovnya
- Sociétés de production : Mezhrabpom-Rus
- Durée : 90 minutes
- Pays d'origine : URSS
- Format : Noir et blanc
- Genre : documentaire scientifique
- Dates de sortie : 19 novembre 1926